# San Vincenzo (stacja kolejowa)
San Vincenzo (wł. Stazione di San Vincenzo) – stacja kolejowa w San Vincenzo, w prowincji Livorno, w regionie Toskania, we Włoszech. Znajduje się na linii Piza – Rzym. 
Według klasyfikacji RFI ma kategorię srebrną.

## Linie kolejowe
- Linia Piza – Rzym